# Sin Joon-sik
Sin Joon-sik (in coreano 신준식; 13 gennaio 1980) è un ex taekwondoka sudcoreano.

## Palmarès

### Olimpiadi
- 1 medaglia:
  - 1 argento (Sydney 2000 nei 68 kg)

### Campionati asiatici
- 1 medaglia:
  - 1 oro (Amman 2002 nei pesi leggeri)